# Relações entre China e Romênia
As relações entre China e Romênia começaram em 5 de julho de 1939. Após os comunistas tomarem o poder em 1949, A República Popular da Romênia reconheceu a República Popular da China em 5 de outubro de 1949 como autoridade legal na China e trocou embaixadores pela primeira vez em março de 1950.
A RPC opera uma embaixada em Bucareste e um consulado geral em Constança. A Romênia em uma embaixada em Pequim e consulados-gerais em Hong Kong e Xangai. A ROC, no entanto, não possui relações diplomáticas oficiais com a Romênia, embora seja representado pela Hungria através do Gabinete de Comércio Húngaro em Taipé e o ROC através do Escritório Econômico e Cultural de Taipei em Budapeste.
Em 2015, a Romênia assinou um acordo com o China General Nuclear Power Group para assistência na construção de usinas nucleares civis.